# (56329) Tarxien
(56329) Tarxien ist ein Asteroid des inneren Hauptgürtels, der am 28. November 1999 von dem tschechischen Astronomenehepaar Jana Tichá und Miloš Tichý am Kleť-Observatorium (IAU-Code 046) bei Český Krumlov entdeckt wurde.
Der Asteroid gehört der Vesta-Familie an, einer großen Gruppe von Asteroiden, benannt nach (4) Vesta, dem zweitgrößten Asteroiden und drittgrößten Himmelskörper des Hauptgürtels. Die zeitlosen (nichtoskulierenden) Bahnelemente von (56329) Tarxien sind fast identisch mit denjenigen des größeren, wenn man von der Absoluten Helligkeit von 15,1 gegenüber 16,3 ausgeht, Asteroiden (45938) 2001 AV4.
(56329) Tarxien ist nach den Tempeln von Tarxien benannt, einer jungsteinzeitlichen Tempelanlage aus dem 3. und 4. Jahrtausend v. Chr. auf Malta, die Jana Tichá und Miloš Tichý im Oktober 2002 besucht hatten. Die Benennung erfolgte durch die Internationale Astronomische Union (IAU) am 6. März 2004. Weitere Asteroiden, deren Benennung einen Malta-Bezug aufweist, sind (2541) Edebono (benannt nach Edward de Bono), (55082) Xlendi (benannt nach der Ortschaft Xlendi) und (56422) Mnajdra (benannt nach der Tempelanlage Mnajdra).